# 沃伦·约翰斯顿
沃伦·约翰斯顿（英語：Warren Johnston，1935年12月23日—），新西兰男子自行车运动员。他曾代表新西兰参加1958年和1962年大英帝国和英联邦运动会自行车比赛，获得二枚银牌。